# 福扎
福扎（義大利語：Foza），是意大利威尼托大区维琴察省的一个市镇。总面积35平方公里，人口737人，人口密度21.1人/平方公里（2009年）。国家统计（ISTAT）代码为024041。

## 友好城市
- 德国 下巴伐利亚地区诺伊法恩
- 義大利 辛奈